# The Spirit of Charlie Parker
The Spirit of Charlie Parker è un album discografico a nome di Frank Wess, Bobby Jaspar e Seldon Powell, pubblicato dall'etichetta discografica World Wide Records nel 1958.

## Tracce
Brani composti da Charlie Parker.
Lato A
1. Parker's Mood
2. Marmaduke

Lato B
1. Now's the Time
2. Ah Leu-Cha

## Musicisti
- Frank Wess - flauto
- Bobby Jaspar - flauto, clarinetto
- Seldon Powell - sassofono tenore, flauto
- Eddie Costa - pianoforte, vibrafono
- Frank Rehak - trombone
- George Duvivier - contrabbasso
- Bobby Donaldson - batteria
- Billy Ver Planck - arrangiamenti, direttore musicale